# Talisca
Talisca; właśc. Anderson Souza Conceição (ur. 1 lutego 1994 w Feira de Santana) – brazylijski piłkarz występujący na pozycji pomocnika w tureckim klubie Fenerbahçe SK.
W lipcu 2014 Talisca podpisał pięcioletni kontakt z portugalskim klubem SL Benfica, a koszt jego zakupu z EC Bahia wyniósł 4 miliony euro. W sierpniu 2016 brazylijski zawodnik został wypożyczony do Beşiktaşa na 1+1 sezon, a opłata za wypożyczenie w pierwszym roku wyniosła 2 miliony euro. Po powrocie z wypożyczenia z tureckiego klubu, Talisca został ponownie wypożyczony, tym razem na pół roku do chińskiego Guangzhou Evergrande za 5,8 miliona euro, z obowiązkiem wykupu zawodnika.
26 października 2018 portugalski klub poinformował, że Talisca został zakupiony przez Guangzhou Evergrande za 19,2 miliona euro.
17 maja 2021 podpisał trzyletni kontrakt z saudyjskim Al-Nassr, a w kwietniu 2023 przedłużył go końca czerwca 2026.